# 日比重明
日比 重明（ひび しげあき、1848年6月26日（嘉永元年5月26日） - 1926年（大正15年）8月2日）は、幕末の菰野藩士、明治から大正期の内務官僚。官選沖縄県知事。旧姓・河村。

## 経歴
伊勢国出身。菰野藩士・河村新之丞の二男として生まれ、日比重知の養子となる。1870年6月21日（明治3年5月23日）、菰野藩議院副議長兼学校少参事となり、以後、同藩奏任、同大参事を歴任。1871年8月29日（明治4年7月14日）、廃藩置県により菰野県に、さらに県の統合で安濃津県に移り、1874年5月、第一大区区長に就任。同年6月、東京府に転じ御用掛に就任。以後、同府南足立郡長事務代理、同府六等属、高知県一等属、同属、同書記官、和歌山県参事官、千葉県書記官、沖縄県書記官兼臨時沖縄土地整理事務局事務官、同県事務官・内務部長などを歴任。
1908年4月、前任の奈良原繁の推薦で沖縄県知事に昇格。同年4月1日に沖縄県及び島嶼町村制の施行に伴い沖縄県区制が改正施行された。日比は県会とも協調して県政の円滑な運営に努めたが、1913年2月の第1次山本内閣の成立により、同年6月、依願免本官を余儀なくされ退官した。
その後、沖縄製糖の起ち上げの際に、その設立委員を務めた。

## 栄典
- 1903年（明治36年）12月19日 - 勲四等瑞宝章[6]
- 1910年（明治43年）
  - 5月21日 - 従四位[7]
  - 6月24日 - 勲三等瑞宝章[8]

## 親族
- 長男 日比重雅（内務官僚）[9]
- 妹の夫 中隈敬蔵（会計検査院長）